# 괌의 기

괌의 기 비율 22:41

1917년부터 1960년까지 사용한 기

괌의 기는 1948년 2월 9일에 제정되었다. 이후 1960년 현재의 기가 확정되었다. 처음 사용하던 기는 1917년 당시 괌의 해군 총독이었던 로이 캠벨 스미스(Roy Campbell Smith)가 사용하기 시작했다. 괌의 기가 공식적으로 인정이 된 때는 1948년 당시 괌 의회와 미국의 군정지도자였던 찰스 앨런 포놀(Charles Alan Pownall)이 승인하기 시작할 때 부터다. 찰스 앨런 포놀은 괌의 기를 승인하는 것 뿐만 아니라, 괌의 기초 정부 대부분을 조직하는 것을 도와주었다. 

## 상징
괌의 공식 기에 있는 아몬드 모양 문장 안에는 괌의 수도인 하갓냐에 위치한 아가냐만을 나타낸다. 문장이 아몬드 모양인 이유는 괌의 부족인 차모로인들이 사용하던 투석 무기에서 유래했다. 바다를 달리고 있는 배는 프로아(Proa)라는 오스트로네시아족의 전통 범선이다. 범선은 차모로인의 용기와 민첩성을 상징하며, 프로아가 있는 바다는 무한함을 상징한다. 중앙에는 야자수와 빨간색에 대문자로 GUAM이라고 적혀있다. 바다 저편에 있는 것은 사랑의 절벽이라고 불리는 절벽이다. 야자수는 옛날 차모로인들의 식량 공급원이기도 하며 동시에 모래에서도 자라는 야자수가 어떠한 역경도 견디고 성장한다는 의미를 가지고 있다. 절벽은 괌의 유산과 문화 등을 후세에 전달한다는 의미를 갖고 있다. 만 앞에 흐르고 있는 강은 육지의 자원과의 공유를 상징한다. 
괌의 기에서 대부분을 차지하고 있는 파란색은 태평양을 상징하며, 붉은색 경계가 의미하는 것은 제2차 세계 대전과 스페인 통치로 인헤 황폐화된 차모로인들의 피를 상징한다

## 색상
| 색깔             | 16진법  | RGB            | CMYK                   |
| ---------------- | ------- | -------------- | ---------------------- |
| 카디널           | #C71B36 | (199, 27, 54)  | 0, 0.864, 0.728, 0.219 |
| 시트린 브라운    | #F8F9fA | (141, 64, 0)   | 0, 0.546, 1, 0.447     |
| 노스 텍사스 그린 | #EAECF0 | (8, 149, 28)   | 0.946, 0, 0.812, 0.415 |
| 머스타드         | #C8CCD1 | (255, 223, 82) | 0, 0.125, 0.678, 0     |
| 블루 콜라        | #008DE8 | (0, 141, 232)  | 1, 0.392, 0, 0.090     |
| 카타리나 블루    | #00257C | (0, 37, 124)   | 1, 0.701, 0, 0.513     |

## 규격과 지켜야 할 것
괌의 공식 기는 폭은 78인치, 높이는 4인치여야 하며, 붉은색 경계는 2인치여야 한다. 가운데에 있는 문장은 높이가 24인치, 폭이 16인치여야 한다. 만약 비공식적인 목적으로 깃발을 제작하는 경우 크기를 조절할 수 있으나, 치수는 공식 국기의 규격에 비례해야 한다. 그리고 공휴일일 때, 괌의 공식 깃발은 동일한 비율로 50% 더 커져야 한다.

## 같이 보기
- 괌
- 괌의 문장